# Fjodorovkai járás (Szaratovi terület)

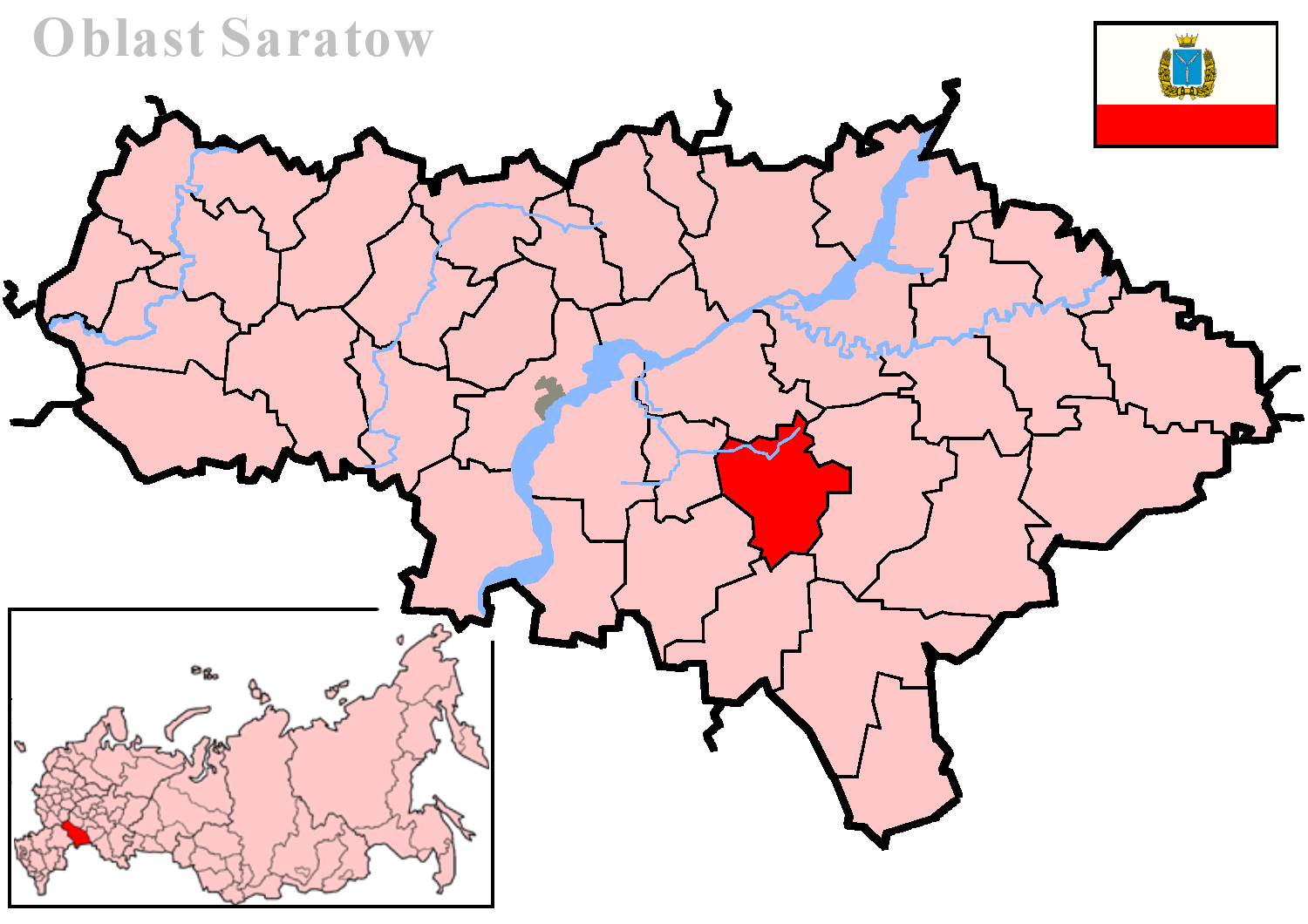
A Fjodorovkai járás a Szaratovi területen

A Fjodorovkai járás (oroszul: Фёдоровский муниципальный район) Oroszország egyik járása a Szaratovi területen. Székhelye Mokrousz.

## Népesség
- 1989-ben 21 579 lakosa volt.
- 2002-ben 22 108 lakosa volt, melynek 10,6%-a kazah.
- 2010-ben 20 876 lakosa volt, melyből 15 483 orosz, 2 177 kazah, 1 154 ukrán, 290 lezg, 253 tatár, 187 csecsen, 177 örmény, 157 csuvas, 142 fehérorosz, 106 azeri, 106 koreai, 94 német, 86 mordvin, 50 udmurt stb.